# Лангфурт
Лангфурт (њем. Langfurth) општина је у њемачкој савезној држави Баварска. Једно је од 58 општинских средишта округа Ансбах. Према процјени из 2010. у општини је живјело 2.148 становника. Посједује регионалну шифру (AGS) 9571170.

## Географски и демографски подаци
Лангфурт се налази у савезној држави Баварска у округу Ансбах. Општина се налази на надморској висини од 443 метра. Површина општине износи 21,2 km². У самом мјесту је, према процјени из 2010. године, живјело 2.148 становника. Просјечна густина становништва износи 102 становника/km².